# St-Raphaël (Saint-Raphaël)

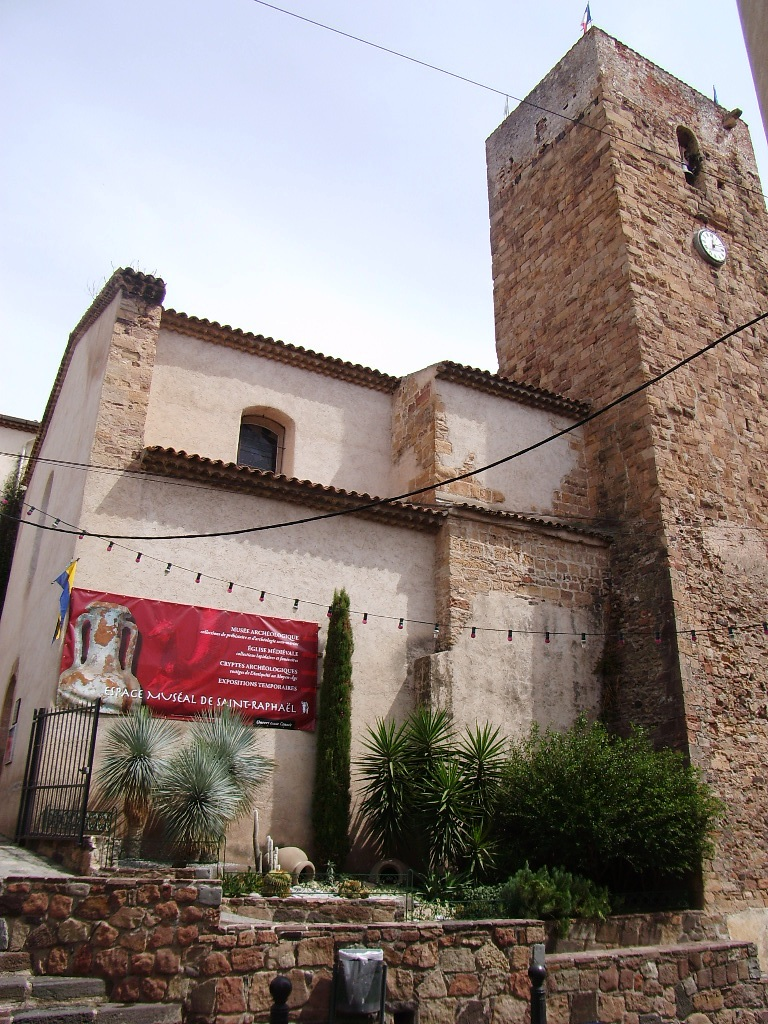
St-Raphaël (Saint-Raphaël), Sicht von Süden

Die Kirche Saint-Raphaël (auch: San Rafèu oder Église des Templiers) ist eine ehemalige römisch-katholische Kirche in Saint-Raphaël im Département Var in Frankreich.  Die Kirche gehörte zum Bistum Fréjus-Toulon. Das Gebäude (mit Turm) steht seit 1907 als Monument historique unter Denkmalschutz. Es ist heute ein Museum.

## Lage und Patrozinium

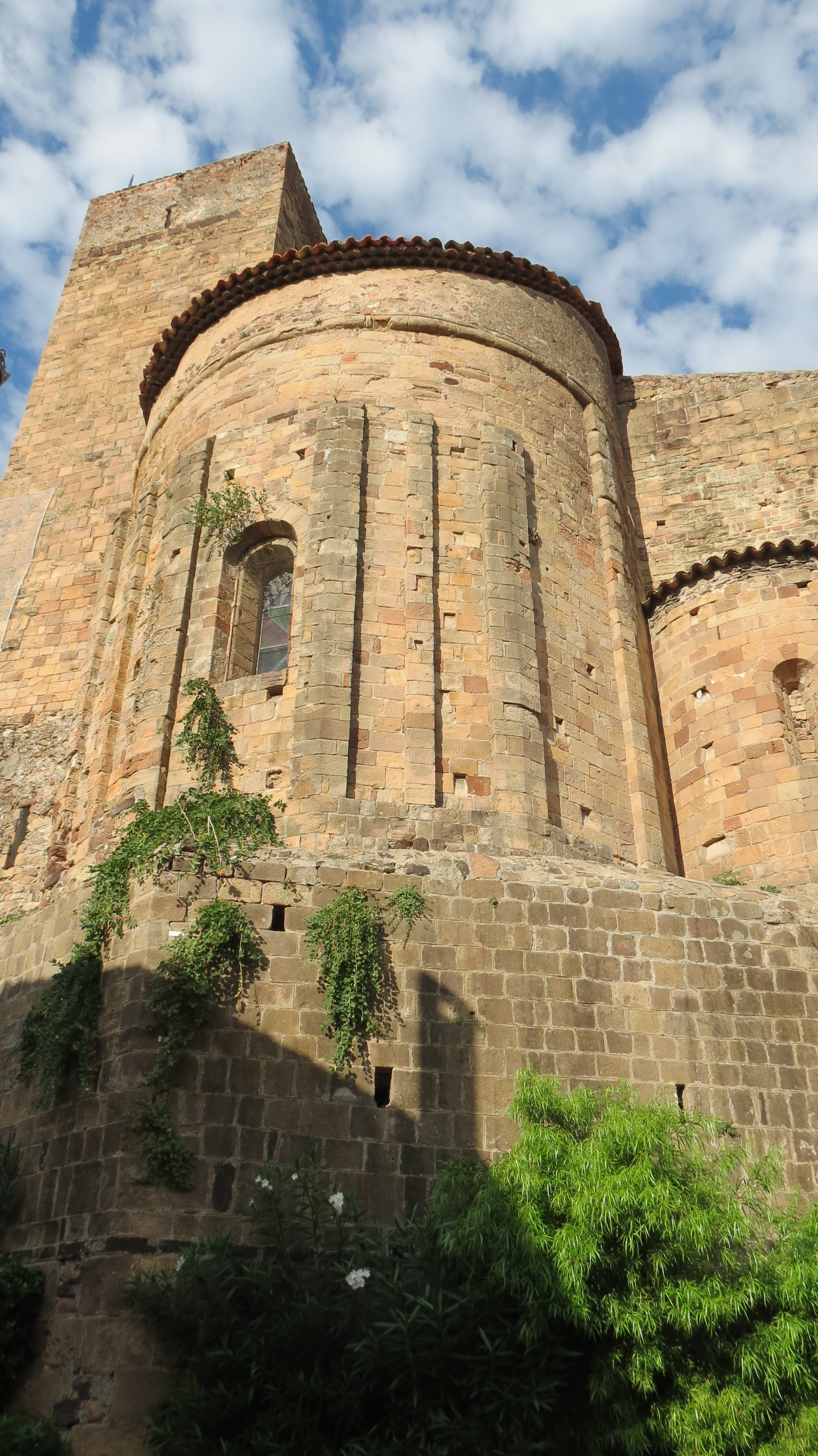
St-Raphaël (Saint-Raphaël), Sicht von Osten

Der Kirchenbau liegt im Zentrum des kleinen mittelalterlichen Ortskerns (Rue des Templiers) und ist nur zu Fuß zugänglich. Er war zu Ehren des Erzengels Raphael (okzitanisch: San Rafèu) geweiht. Die Bezeichnung als Templer-Kirche hat keine historische Grundlage.

## Geschichte
Die Bebauung des Ortes geht auf das erste oder zweite Jahrhundert nach Christus zurück.  Ab der Spätantike ist eine Kultstätte nachgewiesen. Im Hochmittelalter wurde mit dem Bau einer Apsis begonnen. Im letzten Viertel des 11. Jahrhunderts begann die Abtei Lérins als damaliger Besitzer eine Vergrößerung des romanischen Kirchenbaus, der nunmehr auf 22 × 14 Meter angelegt war. Vermutlich wegen Spannungen mit den Bischöfen von Fréjus wurde der Bau nicht vollendet. Die damals errichtete Krypta ist heute noch existent.
Um 1200 kam es von Seiten des Bischofs von Fréjus als dem neuen Besitzer zu neuerlicher Bautätigkeit und Vergrößerung einschließlich zweier Seitenkapellen, wodurch die Breite teilweise auf 18 Meter vergrößert wurde. Doch auch diesmal blieb der Bau unvollendet. Die Verlängerung kam nicht über die noch heute gültige Länge von 16 Metern hinaus.
Um 1300 wurde der Bereich, der dem Bischof von Fréjus als Nebenresidenz diente, befestigt und namentlich der heute noch vorhandene an die Kirche angelehnte 30 Meter hohe Wehrturm gebaut. 1881 wurde der schmiedeeiserne Campanile aufgesetzt, dessen 100 Kilogramm schwere Glocke stündlich läutet. Der Turm ist über 130 Stufen ersteigbar. Zusammen mit der Kirche ist er Teil des städtischen Archäologischen Museums, das kostenlos besucht werden kann.